# فيسن
فِسِن (بالألمانية: Wissen) (نقحرة: فيسن) هي مدينة، Luftkurort و بلدة ألمانية تقع في راينلند بالاتينات في ألمانيا. يقدر عدد سكانها بـ 8,416 نسمة .

## المدن التوأمة
مدن Chagny، ليتشوورث و Krapkowice هي مدن توأمة لـويسن.